# パイド・パイパー
『パイド・パイパー』（原題 Pied Piper）は、イギリス人小説家ネビル・シュートによって1942年に書かれた小説である。第二次世界大戦下、1940年のフランスを舞台にイギリス人老紳士と子供たちのイギリスへの逃亡劇を描く。
この題名は「ハーメルンの笛吹き男 (The Pied Piper of Hamelin)」による。1942年に映画化、1990年にはピーター・オトゥール主演でテレビ映画化された。日本では同年8月3日、NHK総合テレビにて午後7時30分より『はるかなるドーバー』のタイトルで放送された。最初に日本語訳された時の題名は『さすらいの旅路』で、2002年に復刊、改訳された際に題名を原題の『パイド・パイパー』とし、副題として「自由への越境」が付け加えられた。

## あらすじ
1940年4月、第二次世界大戦は膠着状態であった。イギリス人の老紳士、ジョン・シドニー・ハワードは息子の死で傷付いた心を癒すためにフランスへ釣行する決心をする。しかし、戦争は急展開し、ドイツ軍はベルギー国境を越え英仏軍はダンケルクから撤退するに至る。ハワードは国家の危機に自国にいなければならないとの思いから帰国を決意する。その時、フランスで知り合った夫妻から子供2人をイギリスへ連れて行って欲しいと頼まれる。ハワードは断り切れず2人の子供と共にスイスに程近いジュラのシドートンからイギリスを目指す。

## 登場人物
- ジョン・シドニー・ハワード：70歳のイギリス人。弁護士業を営んでいた。
- キャヴァナー夫妻：夫は国際連盟職員。2人の子供をハワードに預ける。
- ロナルド（ロニー）：キャヴァナー夫妻の8歳の息子。
- シーラ：キャヴァナー夫妻の5歳の娘。
- ニコル・ルージェロン：ハワードの知人の娘。フランス人女性。
- ローズ・テノワ：ハワードが滞在したホテルのメイドの姪。
- ピエール：フランス人少年。
- ヴィレム・アイベ：オランダ人少年。
- マリアン・エストライヒャー：ポーランド系ユダヤ人。
- アンナ：ドイツ人少女。

## 日本語訳
- 『パイド・パイパー - 自由への越境』（池央耿訳、創元推理文庫） 2002年